# António Joaquim de Medeiros

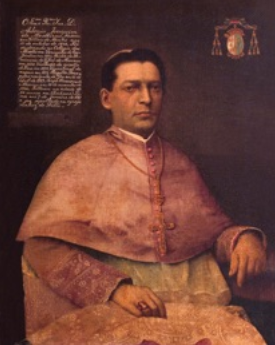
António Joaquim de Medeiros

António Joaquim de Medeiros (* 15. Oktober 1846 in Vilar de Nantes, Portugal; † 7. Januar 1897 in Lahane, Portugiesisch-Timor) war ein römisch-katholischer Bischof von Macau.

## Werdegang
Medeiros wurde in Portugal geboren. Seine Priesterweihe erhielt er 1871. Ab 1872 war er in Macau.
Medeiros war intensiv an der Missionierung der Kolonie Portugiesisch-Timor beteiligt. Er war Rektor des São José Seminars in Macau, bevor er 1874 von Bischof Manuel Bernardo de Sousa Enes zum Generalvikar, Visador und Padre Superior dos Timorenses ernannt wurde, mit dem Auftrag, die Missionierung Timors wieder zu verstärken. 1875 reiste Medeiros zu einer ersten Bestandsaufnahme nach Timor. Medeiros schätzte, dass es zu dieser Zeit etwa 40.000 Christen in der Kolonie gab. Nur vier Priester betreuten sie auf der Insel, drei aus Goa und ein Timorese. Vor seiner Rückkehr nach Macau ernannte Medeiros den Portugiesen Carlos Gonçalves zum zeitweiligen Oberen der timoresischen Mission und ordnete die Rückführung der drei goanischen Priester an. Medeiros meinte, die Inder würden alle noch heidnische Bräuche praktizieren und zeichneten sich nicht durch einen besonderen apostolischen Eifer aus.
1877 kehrte Medeiros mit acht weiteren Missionaren nach Timor zurück, wo er nun in der dortigen Kolonialhauptstadt Dili lebte. In Lahane, dem Wohnsitz des Gouverneurs nahe Dili, ließ Medeiros 1879 für 16.000 Rupien die alte Missionsschule für die Söhne einheimischer Herrscher (Liurai) in (nach Worten Medeiros) „der Eleganz klassischer Architektur“ neu errichten. Sie verfügte nun über Wohngebäude, ein Missionsarchiv und die erste Bücherei auf Timor. Im August wurde die neue Kirche von Dili eingeweiht. Ihre Vorgängerin war 1866 bei einem Feuer niedergebrannt, das auch große Teile der Stadt zerstört hatte. Außerdem wurden im selben Jahr noch zwei weitere Colégios in Dili gegründet, eines für Jungen und eines für Mädchen. Letzteres wurde von Canossianerinnen geführt. Ebenfalls in den Bergen südlich von Dili richtete Medeiros einen experimentellen Betrieb für Landwirtschaft ein, und in Soibada beauftragte er Jesuiten mit der Gründung der Missão do Sagrado Coração de Jesus, in der später eine weitere Missionsschule für Timoresen entstand, die ambitioniert als das timoresische Pendant der portugiesischen Universität Coimbra bezeichnet wurde und zum religiösen und Bildungszentrum der Kolonie aufstieg.
1878 kam es zum Krieg von Laleia, in dem der timoresische Herrscher Manuel dos Remédios sich gegen Gouverneur und die Missionare stellte. Als Remédios sich 1781 in Dili stellte, wurde er vom Vorwurf, er habe den Krieg ausgelöst, aus Mangel an Beweisen freigesprochen. Stattdessen gerieten Medeiros und seine Missionare unter den Vorwurf, den Krieg ausgelöst zu haben. Missionare sollen auch aktiv verbündete timoresische Kämpfer in den Kampf geführt haben. Die Beziehungen zwischen Medeiros und der kolonialen Verwaltung unter Gouverneur Augusto César Cardoso de Carvalho verschlechterte sich dadurch. Der Konflikt breitete sich bis in die Zeitungen in Portugal aus. Carvalho enthob Medeiros auch als Leiter einer Kommission, die beauftragt war, timoresische Produkte zu sammeln. Die Missionare hatten den Auftrag ausgedehnt auf anthropologische, archäologische und geologische Stücke. Medeiros schickte die Sammlung nach Portugal. Darunter befanden sich 35 Schädel von Timoresen, die Opfer des Krieges von Laleia gewesen waren.
Medeiros verließ 1882 Timor, nachdem er am 29. August 1882 zum Weihbischof von Goa ernannt worden war. Portugiesisch-Timor war dem Bistum Macau und dieses wiederum dem Erzbistum Goa und Daman unterstellt. Gleichzeitig wurde er Titularbischof von Thermopylae. Am 15. August 1883 folgte die Ordinierung. Am 4. September 1884 wurde Medeiros schließlich zum Bischof von Macau ernannt, die Bestätigung erfolgte am 13. November 1884. 1886 wurden ihm auch die Pfarreien São José in Singapur und São Pedro in Malakka unterstellt. 1885 gründete er das Hospital da Fundadora da Santa Infância 1886 verfasste er den Text eines Abkommens zwischen Portugal und dem Vatikan. Im Jahr 1889 übernahmen die Cannosianerinnen die Leitung des Colégio Santa Rosa de Lima in Macau. 1890 lud er jesuitische Missionare nach Macau ein, um die Leitung des São José Seminars zu übernehmen. Wiederholt besuchte Medeiros Portugiesisch-Timor, wo er auch am 7. Januar 1897 bei einem Besuch starb.

## Gedenken
In Macau ist die Rua do Bispo Medeiros nach dem Bischof benannt. In Dili gibt es eine Avenida Bispo Medeiros und im Suco Mascarenhas den Ortsteil Bispo Medeiros.